# Romain Roques
Pour les articles homonymes, voir Roques.
Romain Roques, né le 30 mai 1983, est un joueur français de rugby à XV évoluant au poste de deuxième ligne (2,03 m pour 107 kg).

## Carrière en club
- US Montauban jusqu'en 2006
- USA Limoges depuis 2006
- Stade dijonnais depuis 2007
- UA Gaillac en 2012/2013
- Compiegne en 2014/2015
- Racing club Montauban depuis 2018

## Palmarès en sélection nationale
- International espagnol en 2009.
- International -21 ans : participation au championnat du monde 2004 en Écosse.
- International -19 ans [ vice-champion du monde 2002 en Italie]
- International -18 ans